# Papaver radicatum
Papaver radicatum es una especie de planta herbácea perteneciente a la familia de las papaveráceas. 

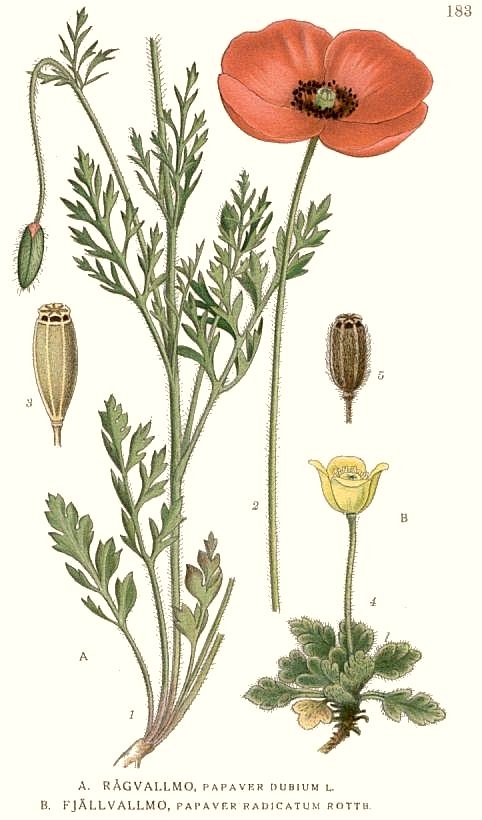
Ilustración

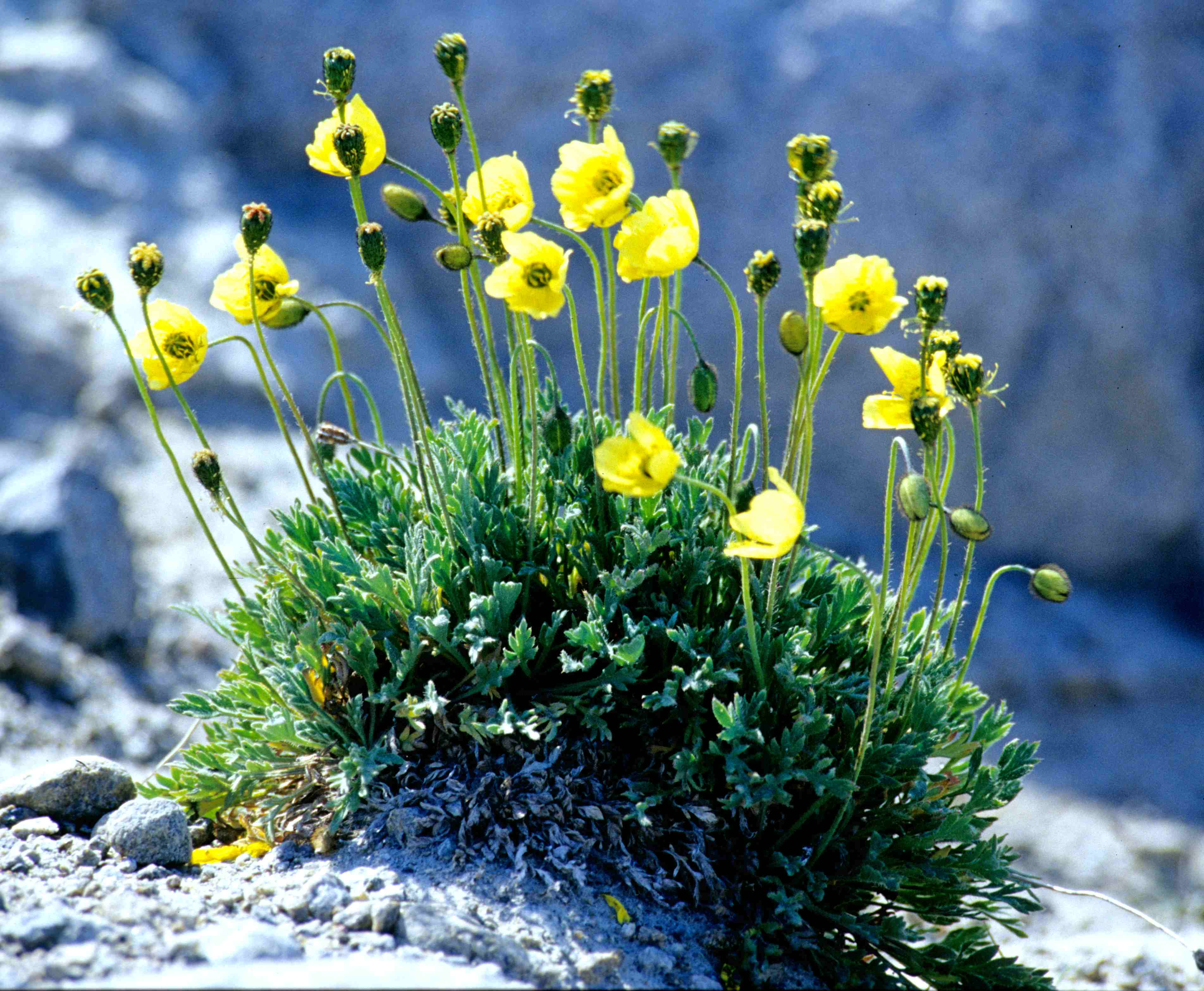
En su hábitat

## Descripción
La especie crece a una latitud de 83° 40' N en la isla de Kaffeklubben, por lo que es (con Saxifraga oppositifolia que también se encuentra en la isla) la planta en crecimiento más al norte en el mundo. Se encuentra más comúnmente en la región Nunavut de Canadá.
La amapola ártica está restringida a pequeñas áreas montañosas, en las regiones más septentrionales de Noruega y Suecia, donde es endémica. Se sabe de seis-siete ubicaciones en Noruega y dos en Suecia.
Esta amapola aparece en el escudo de armas de Nunavut.

## Taxonomía
Papaver radicatum fue descrita por Christen Friis Rottbøll y publicado en Skrifter, som udi det Kiøbenhavnske Selskab af Laerdoms og Videnskabers Elskere ere Fremlagte og Oplaeste 10: 455. 1770.
Sinonimia
- Papaver cornwallisensis D. Löve
- Papaver dahlianum Nordh.
- Papaver jugoricum (Tolm.) Stankov
- Papaver lapponicum Knaben
- Papaver polare (Tolm.) Perfil.
- Papaver radicatum subsp. dahlianum (Nordh.) Rändel
- Papaver radicatum subsp. polare Tolm.
- Papaver relictum (C.E.Lundstr.) Nordh.
- Papaver steindorssonianum Á.Löve

subsp. kluanensis (D.Löve) D.F.Murray
- Papaver kluanensis D. Löve

var. pseudoradicatum Kitag.
- Papaver pseudoradicatum Kitag.

subsp. radicatum
- Papaver alaskanum Hultén
- Papaver alaskanum var. grandiflorum Hultén
- Papaver alaskanum var. latilobum Hultén
- Papaver freedmanianum D. Löve
- Papaver lapponicum subsp. labradoricum (Fedde) Knaben
- Papaver lapponicum subsp. occidentale (Lundstr.) Knaben
- Papaver lapponicum subsp. porsildii Knaben
- Papaver microcarpum subsp. alaskanum (Hultén) Tolm.
- Papaver nigroflavum D. Löve
- Papaver nudicaule var. labradoricum Fedde	[3]